# Статуя Атланта (Нью-Йорк)
Статуя Атланта — бронзова статуя в стилі ар-деко перед Рокфеллер-центром у центрі Мангеттена (Нью-Йорк) перед П'ятою авеню, навпроти собору Святого Патрика. Скульптура зображає давньогрецького титана Атланта, що підтримує небеса. Вона була створена скульпторами Лі Лорі (англ. Lee Lawrie) і Рене Полем Чембеланом (англ. Rene Paul Chambellan) і встановлена в 1937 році.

## Короткий опис
Скульптура створена в стилі ар-деко, як і весь Рокфеллер-центр. Висота скульптури 4,57 метрів, з постаментом — 13,5 метрів, заввишки з чотириповерховий будинок. Вона важить сім тонн і є найбільшою скульптурою в Рокфеллер-центрі. Вісь Північ-Південь армілярної сфери на плечах титана вказуює на Полярну зірку, яку видно з Нью-Йорка .
Коли 1937 року Атлант був відкритий, деякі люди протестували, стверджуючи, що вона була схожа на Муссоліні. Пізніше художник Джеймс Монтгомері Флегг (англ. James Montgomery Flagg) описав це так: «Статуя дуже схожа на те, як Муссоліні представляє самого себе».
Через назву роману Айн Ренд «Атлант розправив плечі» статую часто асоціюють з рухом об'єктивістів, проте вона з'явилася раніше, ніж виник цей рух.

## Галерея

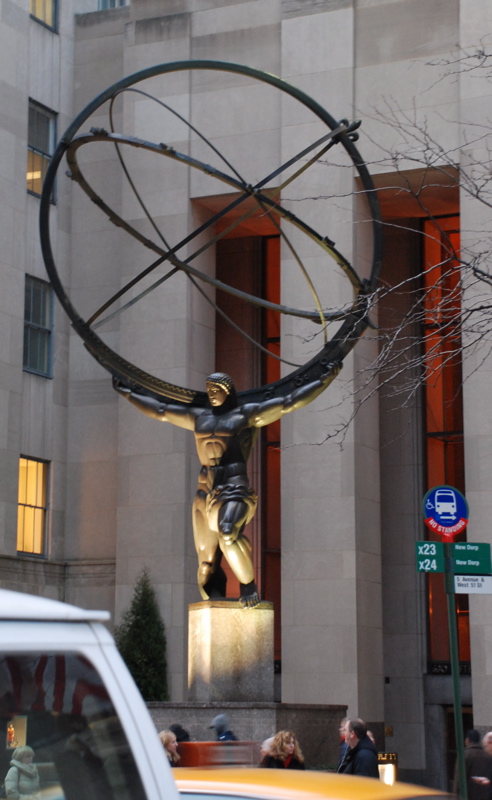
Статуя на повен зріст
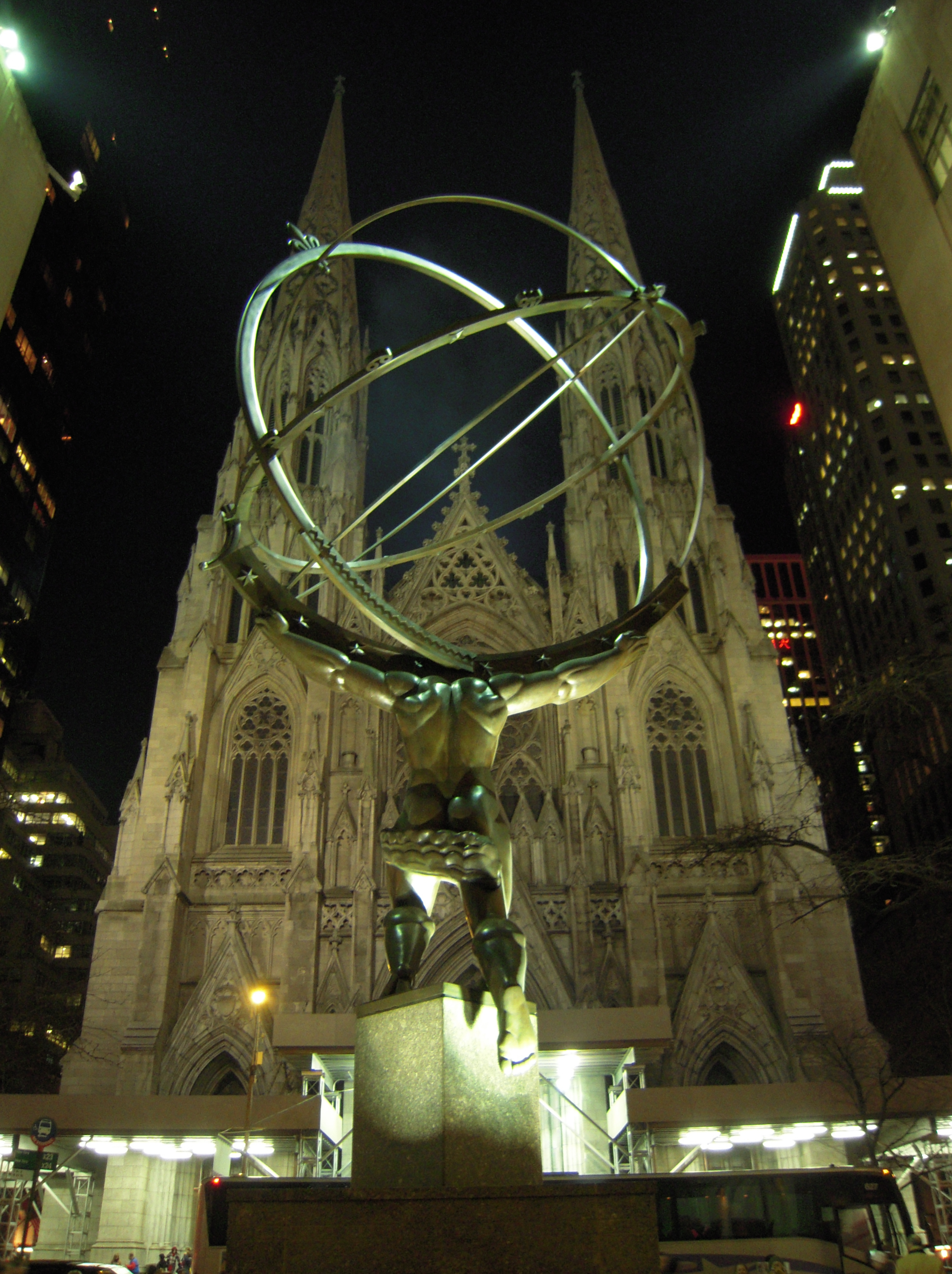
Статуя вночі, на тлі собору Святого Патрика
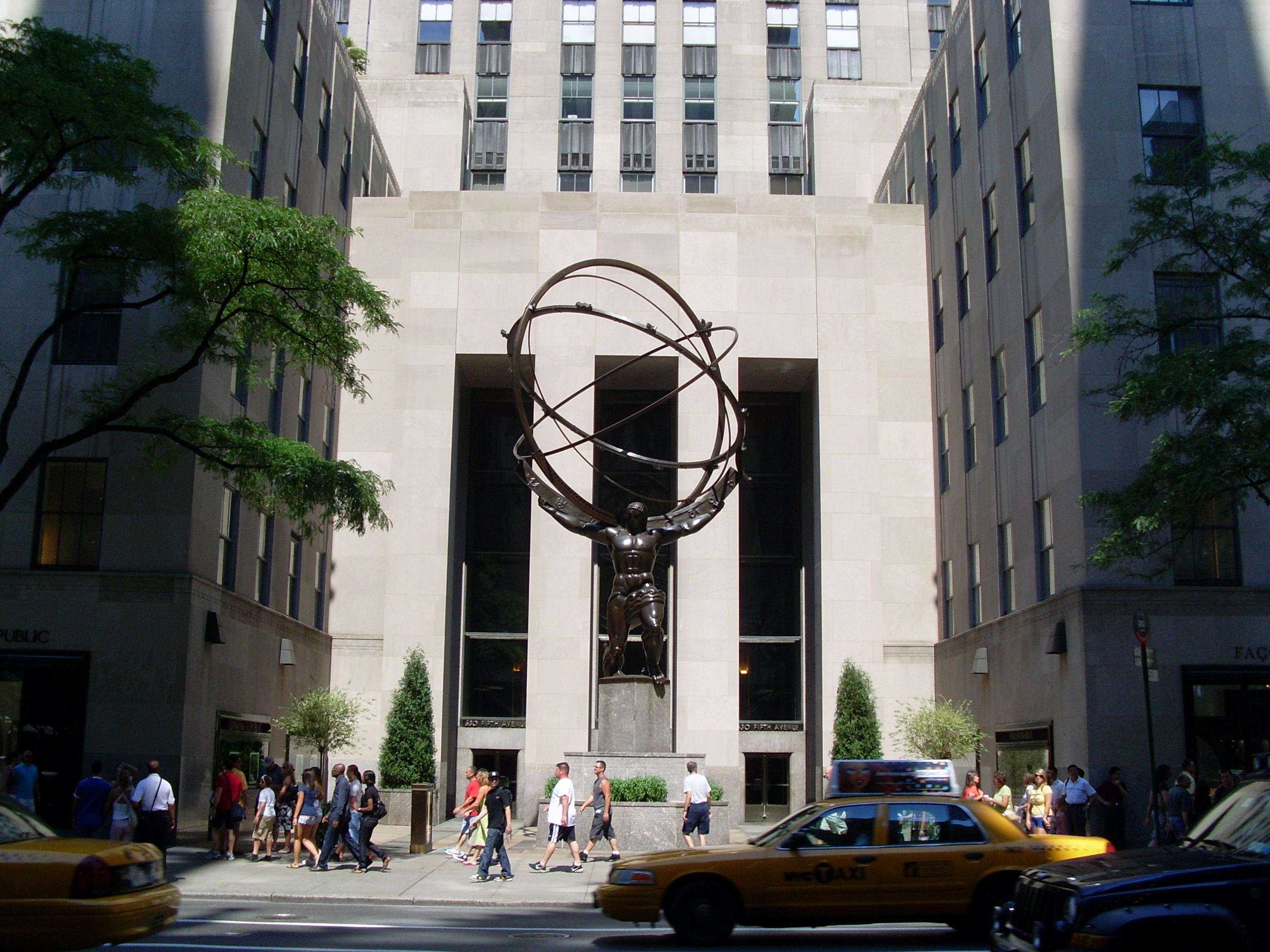
Статуя в Рокфеллерівському центрі